# Xã York, Quận DuPage, Illinois
Xã York (tiếng Anh: York Township) là một xã thuộc quận DuPage, tiểu bang Illinois, Hoa Kỳ. Năm 2010, dân số của xã này là 123.449 người.